# Potentilla donnell-smithii
Potentilla donnell-smithii är en rosväxtart som beskrevs av Wilhelm Olbers Focke och J. D. Smith. Potentilla donnell-smithii ingår i Fingerörtssläktet som ingår i familjen rosväxter. Inga underarter finns listade i Catalogue of Life.